# 沈黙の世界 (映画)
『沈黙の世界』（ちんもくのせかい、フランス語: Le Monde du silence, 英語: The Silent World）は、1956年のフランス・イタリア合作の記録映画。
世界的に知られる海洋学者のジャック＝イヴ・クストーと『死刑台のエレベーター』で知られるようになる以前のルイ・マル監督が撮った海洋記録映画。海洋調査船・カリプソ号によるサンゴ礁の調査活動の様子を描いたもの。上映時間85分。

## スタッフ
- 監督: ジャック＝イヴ・クストー 、ルイ・マル
- 撮影: エドモン・セシャン 、フレデリック・デュマ 、アルベルト・ファルコ
- 音楽: イヴ・ボードゥリエ

## その他
「世界の果てへの旅」、「太陽のとどかぬ世界」と合わせた「3つの世界DVD-BOX」として発売されている。ASIN B00005HPZ0。